# 1476

## Родени
- Тициан, италиански художник
- 19 май – Елена Ивановна, велика литовска княгиня и кралица на Полша
- 28 юни – Павел IV, римски папа

## Починали
- декември – Влад Цепеш, владетел на Влашко
- 6 юли – Йохан Региомонтан, немски астроном и математик